# فيل هندي
فيل هندي (الاسم العلمي: Elephas maximus indicus) (بالإنجليزية: Indian elephant)‏ هو نويع من الحيوانات يتبع نوع الفيل الآسيوي من جنس الفيل الآسيوي.